# Celso Miguez
Celso Miguez Pereira (né le 1er mai 1982 à Pontevedra, Galice ) est un pilote de course espagnol. Il a participé à des séries comme Formula Renault 3.5 Series, World Series Lights et Euroseries 3000. Il a été vice-champion de Bruno Méndez de la saison 2009 Open F3 européenne et récolté cinq victoires au cours des courses.